# AirLift Service
Airlift Service war eine mazedonische Fluggesellschaft mit Sitz in Skopje. Sie hat den Betrieb im Dezember 2010 aus wirtschaftlichen Gründen eingestellt.

## Geschichte
Airlift Service nahm den Flugbetrieb im Mai 2008 mit zwei Antonow An-24 als Charterfluggesellschaft auf. Über das virtuelle Unternehmen Skywings International vermarktete sie ab 2009 Flugtickets im Direktverkauf. Im selben Jahr stellte sie zwei geleaste Boeing 737-300 in Dienst, die im Markenauftritt als Skywings International betrieben wurden.

## Flugziele
Zuletzt flog die Gesellschaft für Skywings International von Skopje aus nach Düsseldorf, Rom und Zürich sowie von Ohrid nach Zürich. In der Vergangenheit wurden zudem auch Berlin, Hamburg, Dortmund, Köln/Bonn, Wien, Istanbul, Amsterdam und Brüssel bedient.

## Flotte
Mit Stand Dezember 2010 bestand die Flotte der Airlift Service aus zwei geleasten Boeing 737-300.